# مدیریت رویداد

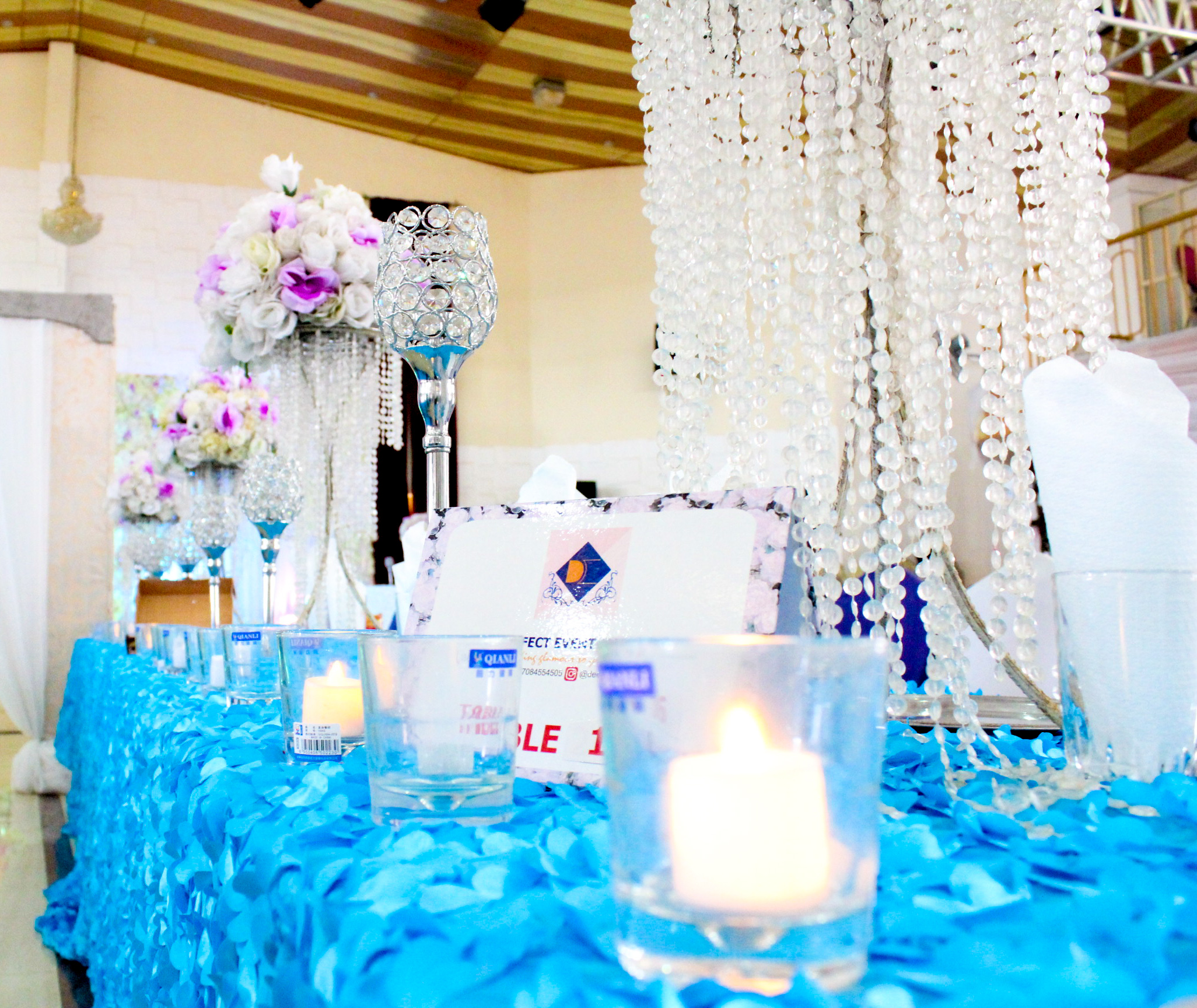
مدیریت یک پذیرایی و جشن

مدیریت رویداد به بهره‌گیری از تکنیک‌های مدیریت پروژه برای برگزاری فستیوال، رویدادها یا نشست‌ها در مقیاس بزرگ مانند جشنواره‌ها، کنفرانس‌ها، مراسم، کنسرت‌ها، یا کنوانسیون‌ها گفته می‌شود. روند برنامه‌ریزی و هماهنگی این رویدادها که معمولاً با عنوان برنامه‌ریزی مراسم نام دارد، می‌تواند شامل بودجه‌بندی، برنامه‌ریزی، انتخاب محل، کسب مجوزهای لازم، هماهنگی حمل‌ونقل، تنظیم سخنرانان یا هنرمندان، تنظیم دکور، امنیت رویداد، پذیرایی و هماهنگی با فروشندگان شخص ثالث، باشد. در حال حاضر مدیریت رویدادها در اندازه‌های مختلف به صورت روزانه، هفتگی، ماهیانه یا سالیانه از بازی‌های المپیک تا جلسات صبحانه کاری مورد استفاده شرکت‌ها، سازمان‌های دولتی، مؤسسات مالی و سازمان‌های خیریه قرار می‌گیرد.